# 제천산업고등학교 축구부
제천산업고등학교 축구부는 충청북도 제천시에 위치한 제천산업고등학교의 축구부이다. 제천산업고등학교가 운영했었던 축구부로 2005년에 창단 됐었다.

## 참고 문헌
- “KFA 통합경기정보 시스템”. 대한축구협회.

## 같이 보기
- 제천산업고등학교